# Азербайджан и НАТО
НАТО (Организация Североатлантического договора, англ. North Atlantic Treaty Organization, NATO) — это военно-политический союз ряда европейских и североамериканских стран, созданный в 1949 году для отражения внешней агрессии. В 1991 году в Римском саммите была принята Стратегическая концепция, а также декларация о Мире и сотрудничестве. Был учреждён Совет Сотрудничества Северной Атлантики (СССА), целью которого стало направление дальнейшего предусмотренного развития. Первая встреча после открытия состоялась 20 декабря 1991 года. В марте следующего года Азербайджанская Республика присоединилась к Совету Сотрудничества, который играл роль форума для сотрудничества и консультаций.

## Партнёрские отношения
Датой начала партнёрских отношений между Азербайджаном и НАТО можно считать 4 мая 1994 года, когда Баку подключился к натовской программе «Партнёрство ради мира» (ПРМ). Тем не менее отношения между Азербайджаном и альянсом стали формироваться ещё в марте 1992 года, после вступления этой страны в Совет Североатлантического партнёрства.

### XX век
1994 год
В июне 1994 года азербайджанская делегация впервые приняла участие в сессии НАТО.
В январе была принята Декларация, в которой нашло отражение сложившаяся ситуация в Южно-Кавказском регионе. В декларации осуждались применение силы с целью оккупации территорий и неуважение территориальной целостности, независимости и суверенитета Южно-Кавказских стран, что является важным элементом установления мира, стабильности и сотрудничества в регионе.
В Совете НАТО, который был проведён в Брюсселе, 10—11 января была принята программа Партнёрство во имя Мира (ПРМ). Приглашения в программу ПРМ были отправлены всем государствам-партнёрам, участвующим в СССА, а также государствам-членам ОБСЕ. Гейдар Алиев 3—4 мая 1994 года, в рамках официального визита в Бельгию подписал Рамочный документ программы Партнёрства во имя Мира НАТО. Таким образом, Азербайджан стал пятнадцатым государством, подписавшим программу ПРМ. Подписание это программы предусматривало широкомасштабное сотрудничество Азербайджана с Организацией североатлантического договора.
1995 год
23 апреля 1995 года Гейдар Алиев вручил генеральному секретарю НАТО Хавьеру Солане «Верительный документ» о сотрудничестве между Азербайджаном и Североатлантическим блоком.
1996 год
22 апреля 1996 года во время своего визита в Брюссель президент Азербайджана встретился с Генеральным секретарём Хавьером Соланой, которому представил документ, определяющий требование и потенциал Азербайджана по сотрудничеству с НАТО в соответствии с программой Партнёрство во имя Мира.
1997 год
В январе 1997 года были созданы азербайджанские миротворческие силы. В том же году в штаб-квартире НАТО в Брюсселе было открыто представительство Азербайджана, и Баку присоединился к натовской программе Процесс планирования и анализа (ППА).
13 февраля Хавьер Солана по приглашению Гейдара Алиева совершил двухдневный визит в Азербайджан, в ходе которого секретарь провёл встречи с президентом, министрами иностранных дел и обороны. Он также выступил перед депутатами Национального Совета (Милли Меджлиса) о развитии связей между НАТО и Азербайджаном.
30 мая в Синатре прошла весенняя встреча министров, на котором было решено заменить СССА на Евроатлантический совет по партнёрству (ЕАСП).
4-6 ноября в Баку состоялся подготовительный семинар командно-штабных учений под названием «Кооператив Деманд», что стало первым мероприятием, проведённым в Азербайджане в рамках Североатлантического альянса и Партнёрства во имя Мира.
14 ноября Президентом Азербайджана был подписан приказ о дальнейшем усиленном сотрудничестве Азербайджана с НАТО.
1998 год
30 сентября — 1 октября 1998 года Хавьер Солана во второй раз прибыл с визитом в Баку, в рамках которого осуществил встречи с Президентом, Председателем Национального Совета (Милли Меджлиса), Премьер-министром провёл переговоры по вопросам Евро-Атлантики и региональной безопасности, развития связей Азербайджана и НАТО в рамках программы ПРМ.
1999 год
В апреле 1999 года Президент Азербайджанской Республики Гейдар Алиев принял участие в 50-летнем юбилее НАТО, проводимом в Вашингтоне, где выступил с речью. Руководитель Азербайджана вновь заявил, что участие Азербайджана в программе «Партнёрство во имя мира» будет продолжительным.
27-28 мая в Азербайджане прошла сессия консультационной группы по политике Атлантики в рамках евроатлантического совета по партнёрству, в рамках которого экспертная группа НАТО под председательством заместителя Генерального секретаря НАТО по Политическим вопросам прибыла в Баку.
С сентября в столице Азербайджана начала свою работу рабочая группа с открытым составом по вопросам южнокавказского региона в рамках Евроатлантического совета по партнёрству (Ad Hoc Group on South Caucasus).
В это же время миротворческая группа Азербайджана в составе Турецкого табора стала принимать участия в миротворческих операциях в Косово, а с 2002 года — в Афганистане.
2000 год
В апреле 2000 года в Баку состоялся региональный курс по военно-гражданскому сотрудничеству что стало вторым этапом курса, проведённого в Грузии.
20-21 июля в рамках НАТО/ЕАСП в Баку прошла конференция на тему «Энергетическая безопасность на Кавказе». Предметами дискуссии стали вопросы энергетической безопасности на Кавказе, а также проблемы окружающей среды.

### XXI век
2001 год
16-17 января 2001 года Генеральный секретарь НАТО Лорд Дж. Робертсон находился с официальным визитом в Баку, в рамках которого осуществил встречи с Президентом Азербайджана, председателем Национального Совета (Милли Меджлиса), Премьер-министром, министрами иностранных дел и обороны. Генеральный секретарь выступил перед преподовательско-студенческим коллективом Бакинского Государственного Университета и был удостоен звания Почётного доктора БГУ.
21-22 июня в Баку состоялся совместный семинар правительств Швейцарии и Азербайджана на тему «Легкие и стрелковые оружия: практические мероприятия для осуществления текущих обязательств ОБСЕ и ЕАСП». Участие приняла специальная рабочая группа по малым и стрелковым оружиям Евро-Атлантического Совета Партнёрства, а также многочисленные представители государств-членов ОБСЕ, представители миссии ОБСЕ в Грузии и Молдове. Участники семинара назвали это мероприятие основательным решением проблемы на региональном уровне перед семинаром ООН по НЕП.
12-13 июня был успешно проведён семинар на тему «Размещение на территориях спасательных групп во время природных и техногенных бедствий» с участием представителей партнёров и государств-участников НАТО в рамках НАТО/ЕАСП.
5-17 ноября в Баку прошли командно-штабные учения «Cooperative Determination». 16-17 ноября в Баку состоялся семинар на тему «уроки, полученные от регионального сотрудничества на Балканах» в рамках НАТО/ЕАСП.
2002 год
7 февраля Гейдар Алиев подписал документ "об изменениях к президентскому Указу «о мерах по дальнейшему усилению сотрудничества Азербайджанской Республики и НАТО».
17-18 января Президент Парламентской Ассамблеи НАТО Рафаель Эстрада совершил визит в Азербайджан, во время которого он встретился с Президентом Республики, председателем Национального Совета (Милли Меджлиса) и министром иностранных дел.
7-8 мая того же года в Баку прошёл семинар на тему «Экологические проблемы Каспийского моря» в рамках НАТО/Комитета по Проблемам Современного Общества (КПСО), на котором был представлен краткосрочный специальный проект по Каспийскому морю. Во время семинара заместитель Генерального Секретаря НАТО по Науке и Экологии Ян Фюрне совершил визит в Азербайджан и встретился с Президентом Азербайджана, а также заместителем премьер-министра, министрами экологии и природных ресурсов, иностранных дел и образования и президентом Национальной академии наук.
27-28 июня в рамках НАТО/ЕАСП в Баку был проведён семинар «Угрозы региональному сотрудничеству на Южном Кавказе».
19 ноября Азербайджанская Республика была принята в ассоциативные члены Парламентской Ассамблеи НАТО.
21-22 ноября в Праге был проведён саммит НАТО, на котором принимала участие делегация Азербайджанской Республики во главе с Президентом Гейдаром Алиевым.

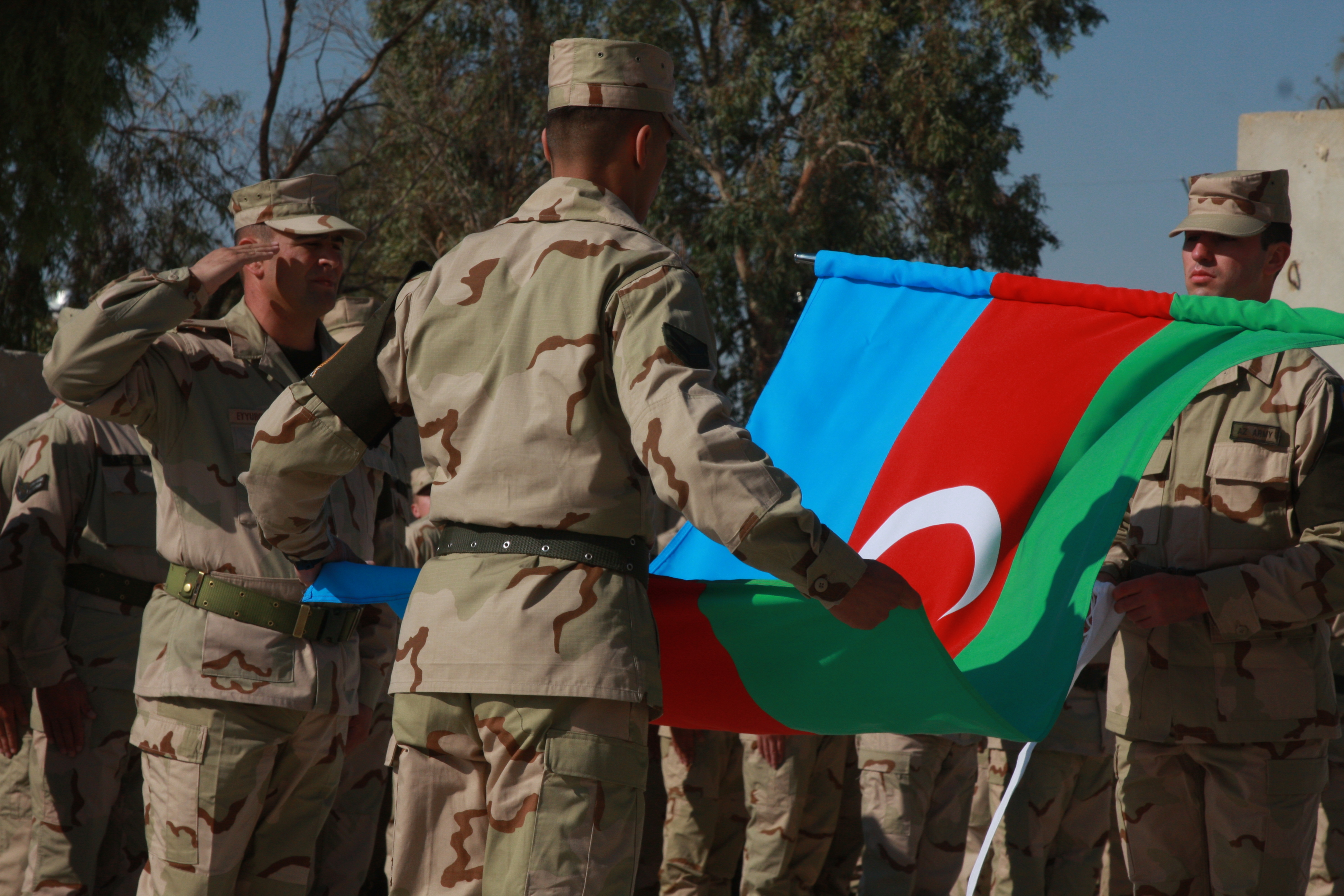
Азербайджанские миротворцы

25-26 ноября эксперты из разных стран — представители Комитета по Планированию Гражданских Коммуникаций НАТО посетили Азербайджанскую Республику с официальным визитом.
В 2002 году Азербайджан принимал решение о направлении миротворческого контингента (в составе 33-х человек) в Афганистан, а в марте 2003 года (в количестве 150 военнослужащих) — в Ирак.
2003 год
15-16 мая Генеральный Секретарь НАТО совершил визит в Азербайджан, в течение которого принял участие на заседании Комиссии по сотрудничеству с НАТО. Во время встречи председатель Комиссии, первый заместитель Премьер-министра Азербайджана вручил Генеральному Секретарю письмо, выражающее желание Азербайджана о присоединении к Операционному Плану по Индивидуальному Партнёрству НАТО (ОПИП). Азербайджан стал одним из первых государств, проявивших желание присоединиться к ОПИП.
Начиная с 2003 года НАТО участвует в финансировании летней школы в Баку.
2004 год
12-14 января в Баку была проведена первоначальная конференция по планированию учения НАТО на тему «Cooperative Best Effort» на которой приняли участие представители около 30 стран НАТО/ЕАСП.
27 января состоялась учредительская встреча неправительственных организаций «Евроатлантическая Организация Азербайджанской молодежи», созданная молодыми выпускниками летней школы НАТО. На встрече участвовали представители правительства, послы стран НАТО, аккредитованных в нашей стране (в том числе представители посольств) и представители средств массовой информации.
14-19 июля того же года, в Баку, впервые за историю НАТО, состоялась «Неделя НАТО», на котором принимал участие заместитель Генерального Секретаря НАТО по Общественной Дипломатии Яна Фурне и другие представители высокого уровня. В рамках недели в Баку было проведено заседание Научного Комитета НАТО, а также состоялись несколько рабочих семинаров, связанных с наукой, были организованы круглые столы и проведена очередная Летняя Школа НАТО.
28-29 июня в Стамбуле был проведён саммит НАТО, на котором также принял участие Президент Азербайджана Ильхам Алиев.
26-29 октября делегация под руководством руководителя отдела планирования операционного департамента НАТО Диего Руиза Палмера овершила визит в Азербайджан, целью которого была оценка процессов, существующих в стране в области управления Национального Кризиса, а также предоставление рекомендаций.
28-29 октября в Баку прошло собрание рабочей группы Специального Комитета НАТО в рамках Евроатлантического совета по партнёрству.
4-5 ноября Генеральный Секретарь НАТО Яп Де Хоп Схеффер совершил визит в Азербайджан, в рамках которого встретился с Президентом Азербайджанской Республики и принял участие на собрании Комиссии по сотрудничеству Азербайджанской Республики и НАТО, а также провёл встречи с министром иностранных дел. Генеральный Секретарь во время своего визита также встретился со студентами Бакинского Государственного Университета.
2005 год
2-3 февраля в Баку во главе с заместителем Генерального Секретаря НАТО Патрика Хардоу состоялся семинар в рамках Евроатлантического совета по партнёрству на тему «Экономика, безопасность и оборона — структурные реформы, включая аспекты безопасности макроэкономической стабилизации и управления существующими ресурсами для обороны».
6-9 февраля специальный представитель Генерального Секретаря НАТО по Южному Кавказу и Средней Азии Р.Симонс посетил Азербайджан. В составе делегации находился также эксперт по связям Южного Кавказа и НАТО господин Рамулдас Разукс.
4-9 апреля Международный состав НАТО и состав делегации от Агентства по Материально-Техническому Снабжению и Обеспечению (NAMSA) совершили визит в Баку, основной целью которого была оценка потребностей («feasibility study»). В рамках визита члены делегации осуществили встречи в Национальном агентстве Азербайджана по очищению территорий от мин (ANAMA), которое занимается этим вопросом, и посетили Салоглы под руководством названного Агентства. Во время визита также состоялись двухсторонние встречи с высокопоставленными лицами Азербайджанской Республики.
В 2005 году Азербайджан подписывает с НАТО «Индивидуальный план действий партнёрства» (ИПАП), рассчитанный на двухлетний период.
Год от года программы финансирования летней школы в Баку расширялись, и в результате в 2005 году была создана Международная школа НАТО в Азербайджане (НИСА). В число тем семинаров вошли вопросы трансатлантической энергетической безопасности, региональной безопасности и финансовой безопасности. НИСА по-прежнему является активным и продуктивным форумом для обсуждения вопросов международной безопасности студентами из Азербайджана и других стран.
2006 год
В июле Азербайджан и НАТО официально открыли в Баку Евроатлантический центр, который выполняет функцию основного центра информации о НАТО. Улучшение доступа к информации и повышение осведомлённости общественности о НАТО стало ключевым направлением сотрудничества.
В 2006 году при поддержке Программы НАТО «Наука ради мира и безопасности» в Азербайджане стала работать мобильная установка по нейтрализации меланжа, преобразующая это высоко токсичное вещество в удобрения.
2007 год
В 2007 году, в рамках программы «Индивидуальный план действий партнёрства» (ИПАП) был заключён второй документ, который действовал до 2010 года.
В конце 2007 года истёк срок НАТО ещё раз повторить уже завершённую программу сотрудничества.
2008 год
В 2008 году Азербайджан и НАТО согласовали второй документ ИПАП.
Примерно в этом году численность азербайджанского воинского контингента в Афганистане была увеличена до 45 военнослужащих.
2009 год
В 2009 году истёк срок действия программы ПРМ-2, но была достигнута договорённость о повторении весной 2010 года этой программы ещё на два года — в формате ПРМ-3, однако стороны до сих пор не могут принять этот третий план.
Уже к 2009 году численность азербайджанского воинского контингента в Афганистане увеличена вдвое — до 90 военнослужащих.
2010 год
В 2010 году началась подготовка третьего Индивидуального плана действий партнёрства (ИПАП) с НАТО.
В этом же году министр иностранных дел Азербайджана совершил официальный визит в Брюссель, в штаб-квартиру НАТО.
2011 год
С 2011 года темпы сотрудничества между НАТО и Азербайджаном резко снизились.
25 мая Баку вступил в «Движение неприсоединения», которое, объединяет страны, провозгласившие основой своего внешнеполитического курса неучастие в военно-политических блоках и группировках.
2013 год
1 июля в Баку открылась летняя сессия NATO International School of Azerbaijan. На её открытии координатор НАТО в Азербайджане Даниэль Кристиан Чобану подчеркнул высокую оценку Альянсом той поддержки, которую оказывает Азербайджан миротворческим операциям в Афганистане. Даниэль Кристиан Чобану также напомнил в своей речи, что Азербайджан — первая страна, не являющаяся членом НАТО, которая заявила о своей готовности продолжать оказывать миротворческую поддержку Афганистану после вывода войск Альянса в 2014 году.
2014 год

В январе 2014 года в честь 20-летия членства Азербайджана в программе «Партнёрство ради мира» Ильхам Алиев совершил визит в Брюссель.
2015 год
В марте 2015 года в учебно-тренировочном центре вооружённых сил Азербайджана прошла рабочая встреча с экспертной группой международного штаба НАТО. Она была посвящена оценке выполнения части документов «Оперативного плана индивидуального партнёрства» (IPAP) и «Процесса планирования и анализа» (PAP), относящихся к Минобороны Азербайджана.
2016 год
19 апреля 2016 года в штаб-квартире НАТО в Брюсселе на 2016 год между Азербайджаном и НАТО состоялась встреча в формате «28+1» Североатлантического совета по обсуждению целей партнёрства в рамках документа «Процесс планирования и анализа» (ППА). На встрече приняли участие представители Министерства Обороны, Министерства Иностранных Дел, Государственной Пограничной Службы Азербайджанской Республики, а также постоянного представительства Азербайджана при НАТО.
22-24 июня 2016 года прошёл визит делегации Оборонного Колледжа НАТО в Риме, состоящей из 114 слушателей «Высшего курса», представляющих 31 государств в Азербайджанскую Республику.
В начале октября согласно «Программе сотрудничества по индивидуальному партнёрству между министерством обороны Азербайджанской Республики и НАТО на 2016 год», мобильная учебная группа командования Объединённых сил НАТО в Брунсуме (Королевство Нидерландов) проводил семинар на тему «Основы материально-технического обеспечения».
19 октября группа, состоящая из экспертов Бюро по координации международных языков (BILC) НАТО, прибыла с визитом в Баку.
24 ноября в рамках «Дни НАТО», находящаяся в Азербайджане экспертная группа союзного командования по трансформации НАТО посетила военную академию Вооружённых сил Азербайджанской Республики.
«Дни НАТО» в Вооружённых Силах Азербайджана продолжались до 25 ноября.
2017 год
13 марта в Управлении международного военного сотрудничества проведена рабочая встреча с группой экспертов НАТО по выполнению части касающихся Министерства обороны Азербайджанской Республики документов «Процесс планирования и анализа» (ППА) и «План действий индивидуального партнёрства» (ПДИП).
2 мая в Комитете по партнёрству и кооперативной безопасности в штаб-квартире НАТО состоялось заседание в формате «НАТО + Азербайджан».
29 июня Министр обороны Закир Гасанов принял участие во встрече Совета Североатлантического Альянса в Брюсселе, который прошёл на уровне министров обороны в формате Миссии «Решительная поддержка» в Афганистане.

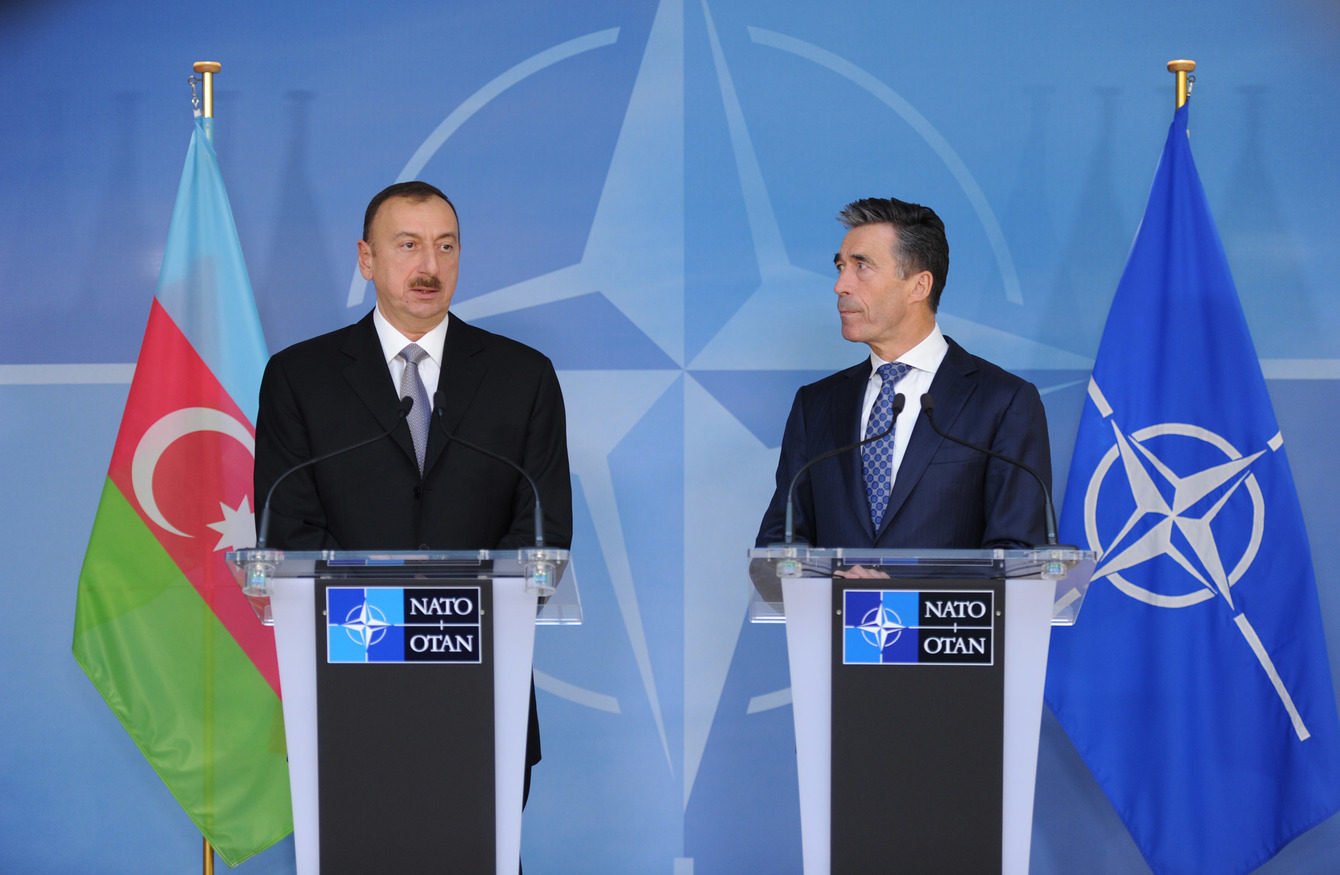
Президент Азербайджана и Генеральный секретарь НАТО на пресс-конференции, 2018 г.

В сентябре согласно Программе сотрудничества по индивидуальному партнёрству между Министерством обороны Азербайджанской Республики и НАТО на 2017 год мобильная учебная группа НАТО проводила различные учебные курсы по соответствующим темам в Военно-воздушных силах Азербайджана.
7 сентябряпервый заместитель министра обороны Азербайджана, начальник Генштаба Вооружённых сил генерал-полковник Наджмеддин Садыков встретился с делегацией, возглавляемой председателем Военного Комитета Североатлантического альянса (НАТО) генералом Петром Павлом.
26 сентября Министр обороны Азербайджанской Республики генерал-полковник Закир Гасанов встретился с делегацией, возглавляемой специальным представителем генерального секретаря НАТО по Кавказу и Центральной Азии Джеймсом Аппатураем.
26 октябряв соответствии с планом ротации, группа, состоящая из 50 военнослужащих Вооружённых Сил Азербайджана, действующая в составе не боевой миссии «Решительная поддержка», проводимой НАТО в Исламской Республике Афганистан вернулась в Баку.
2018 год
В октябре 2018 года в Национальной армии АР были проведены «Дни НАТО», в котором приняла участие делегация во главе с начальником управления по военному партнёрству НАТО Оддом Эгилем Педерсеном.
В ноябре 2018 года в Брюсселе состоялась встреча генсека НАТО Йенс Столтенберга с главой азербайджанского представительства в НАТО Гая Мамедовым. На встрече были обсуждены отношения между страной и организацией, а также программа "Решительная поддержка" в Афганистане и Фонд доверия армии Афганистана.

## Сотрудничество в области безопасности
Благодаря регулярному участию в мероприятиях Партнёрство ради мира, Азербайджан получил возможность вносить вклад в евроатлантическую безопасность, оказывая поддержку в проведении операций по поддержанию мира под руководством НАТО. Пехотная рота, сапёры, фельдшер и штабные офицеры из Азербайджана несут службу рядом с силами НАТО в составе турецкого контингента Международных сил содействия безопасности (ИСАФ).
Участвуя в Плане действий партнёрства по борьбе с терроризмом (ПАП-Т), Азербайджан вносит свой вклад в эту борьбу. В рамках этой деятельности Азербайджан ведёт обмен разведданными и аналитическими разработками с НАТО и сотрудничает со странами-союзницами по НАТО в целях укрепления национального потенциала, необходимого для подготовки к контртеррористической деятельности, и упрочения безопасности границ и объектов инфраструктуры.
Азербайджан также создаёт Международный антитеррористический учебный центр при Академии Министерства национальной безопасности.
Консультируясь с НАТО, Азербайджан разрабатывает стратегические документы, касающиеся обороны и безопасности, которые помогут в проведении Стратегического анализа обороны и послужат руководящими указаниями. Также идут консультации по вопросу о том, какие шаги необходимо сделать для улучшения других аспектов оборонного планирования и формирования бюджета.
НАТО и ряд государств-членов организации продолжают оказывать помощь Азербайджану в создании отдельных частей и подразделений, способных взаимодействовать с силами стран НАТО. Начавшееся в 1997 году участие Азербайджана в Процессе планирования и анализа ПРМ (ПАРП) сыграло важнейшую роль в формировании миротворческого батальона и подразделения, в состав которого входят два вертолёта и который оказывает поддержку в создании мобильного батальона, который потенциально можно будет привлекать к проведению целого спектра операций НАТО.
По линии программы «Наука ради мира и безопасности» Азербайджан получил гранты на реализацию около тридцати проектов сотрудничества. В число проектов входит взаимодействие в области улучшения качества воды в трансграничной зоне и защита системы снабжения питьевой водой от террористической угрозы.

## Документы
1. Report by the Ministry of Foreign Affairs of the Republic of Azerbaijan on Illegal economic and other activities in the occupied territories of Azerbaijan Архивная копия от 7 июня 2016 на Wayback Machine
2. Press Release on the report of the Ministry of Foreign Affairs of the Republic of Azerbaijan entitled «Illegal economic and other activities in the occupied territories of Azerbaijan» Архивная копия от 7 июня 2016 на Wayback Machine